# Inteligentní prostředí
Inteligentní prostředí je sociologický, sociopsychologický resp. kybernetický pojem vyjadřující inteligenci, kterou na inteligentní subjekt působí jeho pracovní prostředí, resp. civilizací inteligentně strukturované životní prostředí v propojení sítí a systémů komunikačních, dopravních, výpočetních, ekonomicko-výrobních, ekonomicko-obchodních, archivních, orientačně- a naučně-informačních aj. Inteligentní prostředí zvyšuje vlastní inteligenci subjektu resp. jeho pracovní a informační výkonnost, ale může produkovat různé externality či dokonce může mít tendenci se orientovat na určité své autonomní cíle, jako tzv. hybridní inteligence, díky čemuž se může dostávat do rozporu se záměrnými nebo potenciálními cíli člověka a lidské civilizace. Inteligentní prostředí se tak může dostat až do pozice ne-lidské inteligence směřující proti cílům inteligence lidské, jakoby šlo o inteligenci nepřátelskou, cízí, mimozemskou. Inteligentní prostředí je sice budováno, udržováno a animováno lidskou, resp. člověkem vytvořenou umělou inteligencí, ale v některých ohledech se může chovat autonomně a to až po projevy strojové inteligence.[zdroj?]
Tento termín byl ve 20. století používán nejčastěji pro ilustraci faktu, že i méně inteligentní, méně tvůrčí, méně kvalifikovaný či méně vzdělaný člověk může v inteligentním prostředí (resp. s celkově kvalitním zázemím) podávat stejný pracovní či informační výkon jako pracovník kvalitnější. V současnosti se dostává do popředí problém externalit a autonomnosti inteligentního prostředí.[zdroj?]